# 第100独立偵察旅団 (ロシア陸軍)
第100独立偵察旅団（100-я отдельная разведывательная бригада；略称100 орбр）は、ロシア陸軍の旅団級偵察（特殊）部隊。2009年に新編された旅団で、実験（экспериментальная）部隊の性格を有する。

## 歴史
- 2009年1月1日：北オセチア共和国のモズドクにおいて、第10独立特殊任務旅団第85独立特殊任務支隊に基づき、旅団編成

## 編制
- 空中襲撃大隊
- 偵察大隊
  - 偵察中隊 x2
  - 戦車中隊
- 自走榴弾砲大隊
- 特殊任務支隊
- 無人偵察機支隊
- 高射ミサイル大隊
- 電波電子戦中隊
- 工兵中隊
- 修理中隊
- 物資・技術保障中隊
- 衛生中隊

将来、独自のヘリ連隊の配属が予定されている。

## 歴代旅団長
| 職名   | 就任年   | 氏名                 | 階級 |
| ------ | -------- | -------------------- | ---- |
| 旅団長 | 2009年 - | ボリス・フォミチェフ | 大佐 |